# Hygroamblystegium formianum
Hygroamblystegium formianum är en bladmossart som först beskrevs av Fiorini-mazzanti, och fick sitt nu gällande namn av Brotherus 1908. Hygroamblystegium formianum ingår i släktet Hygroamblystegium och familjen Amblystegiaceae. Inga underarter finns listade i Catalogue of Life.